# Tomares mauritanicus
Tomares mauritanicus är en fjärilsart som beskrevs av Lucas 1849. Tomares mauritanicus ingår i släktet Tomares och familjen juvelvingar. Inga underarter finns listade i Catalogue of Life.

## Bildgalleri

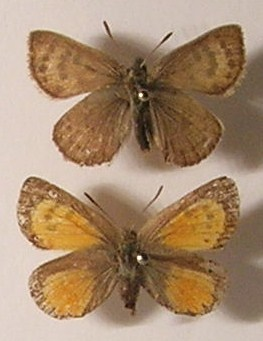